# Большой Осиновик
Большой Осиновик — деревня в Устюженском районе Вологодской области.
Входит в состав Никифоровского сельского поселения, с точки зрения административно-территориального деления — в Никифоровский сельсовет.
Расположена на правом берегу реки Ижина. Расстояние до районного центра Устюжны по автодороге — 16 км, до центра муниципального образования посёлка Даниловское по прямой — 4 км. Ближайшие населённые пункты — Бородино, Никифорово, Раменье.
По данным переписи в 2002 году постоянного населения не было.